# Michaël Prüfer
Michaël Prüfer est un skieur français spécialisé dans le ski de vitesse né le 6 novembre 1959.

## Biographie
En parallèle de sa carrière de médecin, Michaël Prüfer pratique le ski de vitesse. Il court un temps sous les couleurs de Monaco, établissant notamment un record du monde à 223,741 km/h en 1988.
Le ski de vitesse est dans le programme des Jeux olympiques de 1992 à Albertville en tant que sport de démonstration ; il remporte la médaille d'or en établissant un record du monde de vitesse à 229,299 km/h.